# Jan Janssen

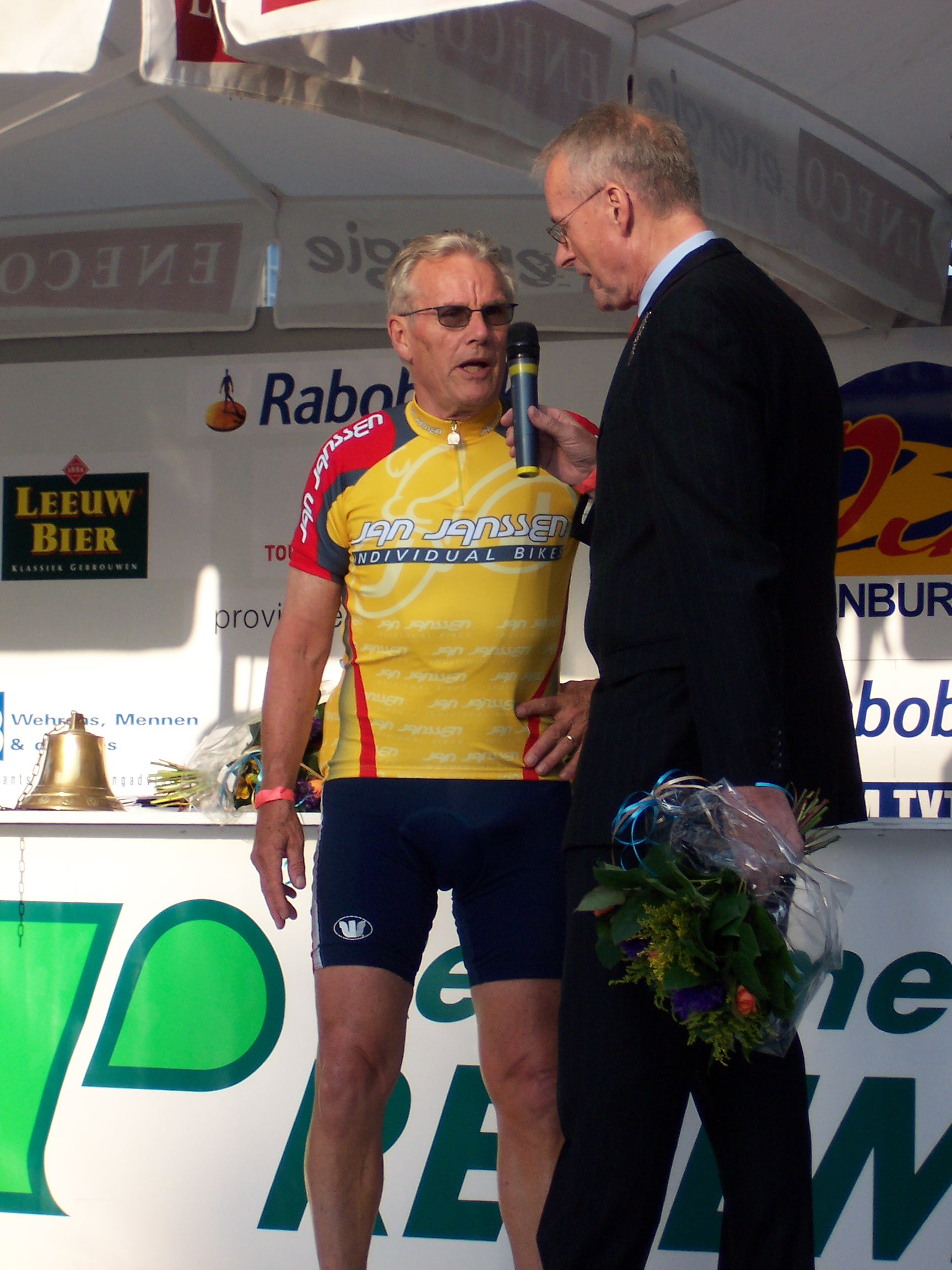
Jan Janssen in Valkenburg 2006

Johannes Adrianus (Jan) Janssen (Nootdorp, 19 mei 1940) is een Nederlands voormalig beroepswielrenner. Hij was als zodanig actief van 1962 tot 1973. In zijn loopbaan won hij onder meer de Ronde van Frankrijk (1968), Ronde van Spanje (1967), het wereldkampioenschap (1964) en Parijs-Roubaix (1967). Hij gold als de beste Nederlandse beroepswielrenner in 1968 en 1969.

## Carrière
Jan Janssen was vooral een goede sprinter, maar ontwikkelde zich al snel tot een veelzijdig coureur.
Hij won vele van de belangrijkste wielerwedstrijden. Hij werd wereldkampioen in 1964 (Sallanches), won Parijs-Roubaix in 1967, schreef nog datzelfde jaar - als eerste Nederlander - de Ronde van Spanje op zijn naam en was het jaar nadien ook de eerste Nederlander die de Ronde van Frankrijk wist te winnen. Zijn veelzijdigheid blijkt ook uit de eerste plaats in de eindstand van de Super Prestige (1967).
In de Ronde van Frankrijk van 1968 leidde Herman Vanspringel nog het algemeen klassement voor de laatste etappe, een tijdrit. Aangezien Janssen nog nooit een belangrijke tijdrit had gewonnen gaven weinigen hem een kans. Hij reed echter de race van zijn leven en won de etappe en het eindklassement, met slechts 38 seconden voorsprong op Vanspringel. Sommigen zeggen dat Janssen zijn overwinning te danken had aan de mecanicien John Krijnen. Zelf zegt Krijnen dat uiteindelijk Janssen zelf in het zadel zat en niet hij.
In 1968 werd nog in landenploegen gereden, waardoor Janssen verplicht was met Nederlandse renners samen te werken die anders voor een andere sponsor reden. Het pleit voor zijn koersmentaliteit en koersinzicht (en dat van ploegleider Ab Geldermans) dat hij desalniettemin de Tour kon winnen, temeer daar hij slechts drie ploegmaats over had in Parijs : Arie den Hartog, Eddy Beugels en Evert Dolman.
In totaal won Jan Janssen zeven Touretappes. Ook won hij drie keer de groene trui.
Ook op de baan was Janssen succesvol. Hij won bijvoorbeeld driemaal de zesdaagse van Antwerpen. Tijdens zijn carrière vielen hem de nodige onderscheidingen ten deel: in 1968 werd hij gekozen tot Sportman van het jaar en hij kreeg vijf jaar op rij de Gerrit Schulte Trofee.
Tijdens zijn carrière kwam de vijf jaar jongere Eddy Merckx op. Merckx bleef hem in 1967 voor in Gent-Wevelgem en op het wereldkampioenschap op de weg. In 1969 nam Merckx definitief de leiding over en werd Janssen tiende in de Tour de France (en tweede in het puntenklassement). Overigens zag Merckx eerder dan bijvoorbeeld Kees Pellenaars de grote potentie van Janssen in. In '67 zei hij: "Jan Janssen kan de Tour de France winnen, omdat hij een compleet renner is! Hij kan tijdrijden, bergop rijden, sprinten en zelfs een zesdaagse rijden."
Na zijn actieve wielercarrière begon Janssen in 1972 een fietsenfabriek waar (race)fietsen onder de naam 'Jan Janssen' worden geproduceerd. In Wageningen wordt jaarlijks de Jan Janssen Classic verreden. Op 27 januari 2020 is zijn bronzen standbeeld geplaatst in zijn geboortedorp Nootdorp. Vanaf dit jaar vindt ook de jaarlijkse toertocht Ode van Jan Janssen plaats.
In augustus 2014 werd bij Janssen de ziekte kanker geconstateerd, maar hij herstelde. Voorafgaand aan de start van de Ronde van Frankrijk 2015 in Utrecht kregen hij en Joop Zoetemelk de belangrijkste Franse nationale onderscheiding, het Legioen van Eer.
Sinds het overlijden van Federico Bahamontes in 2023 is Jan Janssen de oudste nog levende Tourwinnaar.

## Belangrijkste overwinningen
1961 (als amateur)
- De Ronde van Limburg

1962 (nog als onafhankelijke, een toenmalige categorie tussen amateurs en professionals)
- Kampioenschap van Zürich
- Ronde van Zuid-Holland

1963
- 3e etappe deel A Ronde van België
- 3e etappe Midi Libre
- 6e etappe Midi Libre
- 7e etappe Ronde van Frankrijk

1964
- Wereldkampioenschap wielrennen op de weg te Sallanches
- Eindklassement Parijs-Nice
- Puntenklassement Parijs-Nice
- 7e etappe Ronde van Frankrijk
- 10e etappe deel A Ronde van Frankrijk
- Puntenklassement Ronde van Frankrijk

1965
- 12e etappe Ronde van Frankrijk
- Puntenklassement Ronde van Frankrijk
- 3e etappe Ronde van Nederland
- Eindklassement Ronde van Nederland
- 3e etappe Parijs-Nice
- 1e etappe Midi Libre
- 8e etappe Dauphiné Libéré
- Puntenklassement Dauphiné Libéré

1966
- Bordeaux-Parijs
- Brabantse Pijl

1967
- 1e etappe deel B Ronde van Spanje
- Eindklassement Ronde van Spanje
- Puntenklassement Ronde van Spanje
- Parijs-Roubaix
- 1e etappe Parijs-Luxemburg
- Eindklassement Parijs-Luxemburg
- 13e etappe Ronde van Frankrijk
- Puntenklassement Ronde van Frankrijk
- 4e etappe deel B Ronde van Catalonië
- 6e etappe Ronde van Catalonië
- 7e etappe deel A Ronde van Catalonië
- Nice-Genua
- Super Prestige trofee

1968
- 14e etappe Ronde van Frankrijk
- 22e etappe deel B Ronde van Frankrijk
- Eindklassement Ronde van Frankrijk
- 5e etappe Parijs-Nice
- 1e etappe deel A Ronde van Spanje
- 1e etappe deel B Ronde van Spanje
- Puntenklassement Ronde van Spanje

1969
- GP d'Isbergues
- 5e etappe Parijs-Nice
- Puntenklassement Ronde van Zwitserland
- 3e etappe Dauphiné Libéré
- Puntenklassement Dauphiné Libéré

1970
- 6e etappe deel A Parijs-Nice

1972
- 2e etappe Ronde van Luxemburg

## Belangrijkste overige ereplaatsen
1963
- 2e in de Waalse Pijl
- 2e in de Midi Libre
- 3e in Parijs-Roubaix
- 4e in Kuurne-Brussel-Kuurne

1964
- 2e in de Waalse Pijl
- 2e in de Super Prestige trofee

1965
- 5e in de Omloop Het Volk
- 5e in Parijs-Nice

1966
- 2e in Tour de France
- 2e in Parijs-Roubaix
- 2e in de Vierdaagse van Duinkerke
- 4e in Parijs-Tours
- 4e in de Waalse Pijl
- 4e in de Super Prestige trofee

1967
- 2e in Gent-Wevelgem

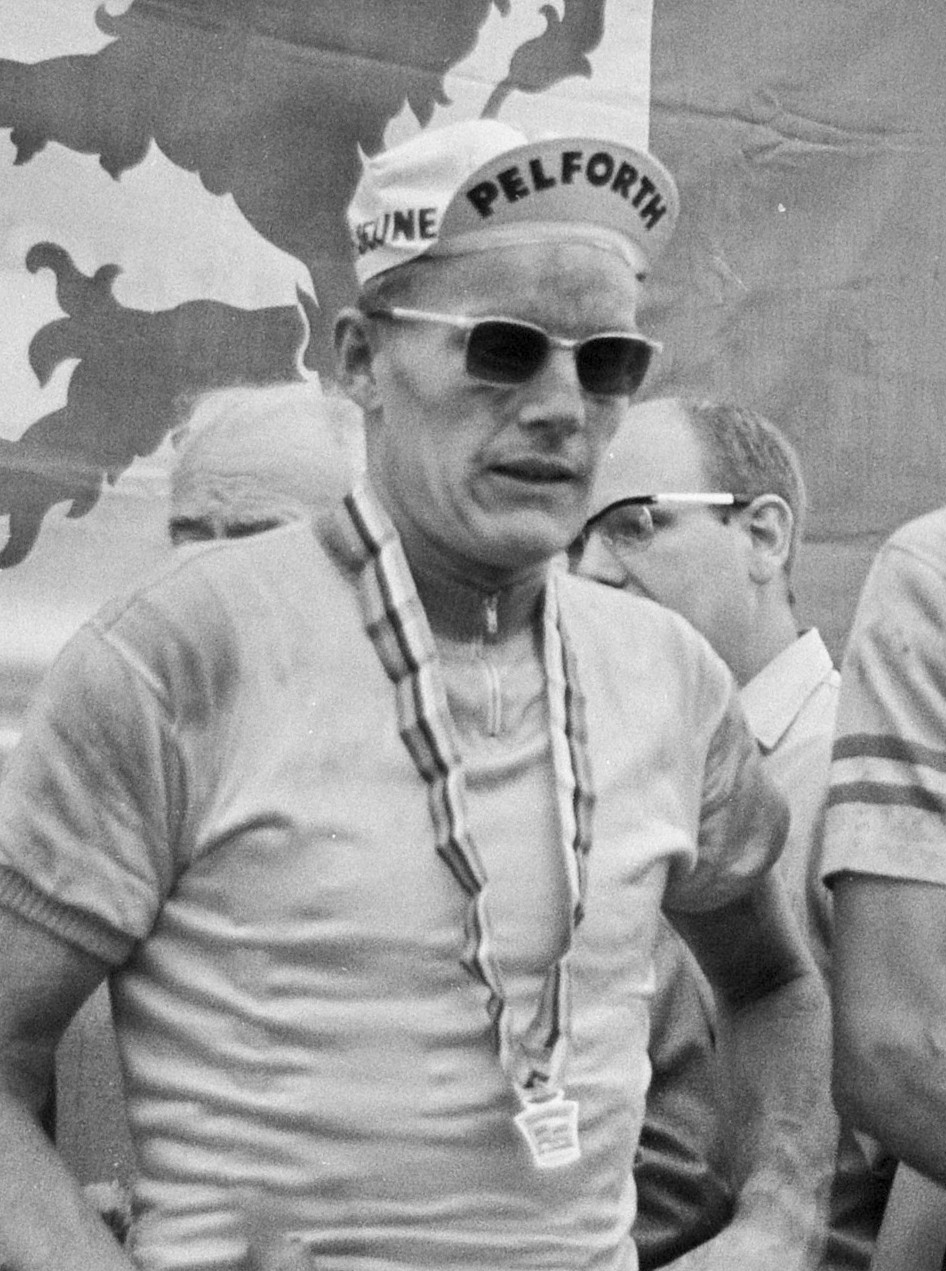
Jan Janssen, 1967

- 2e in het Wereldkampioenschap op de weg in Heerlen
- 3e in de Ronde van België

1968
- 3e in de Waalse Pijl
- 3e in de Super Prestige trofee
- 4e in de Ronde van Vlaanderen
- 4e in de Ronde van Lombardije
- 5e in Parijs-Nice

1969
- 2e in Bordeaux-Parijs

1970
- 3e in Parijs-Nice

1971
- 4e in Parijs-Roubaix

## Resultaten in voornaamste wedstrijden
| Jaar | Ronde van Italië | Ronde van Frankrijk | Ronde van Spanje |
| ---- | ---------------- | ------------------- | ---------------- |
| 1963 |                  | opgave (1)          |                  |
| 1964 |                  | 24e (2)             |                  |
| 1965 |                  | 9e (1)              |                  |
| 1966 |                  | ↑                   |                  |
| 1967 |                  | 5e (1)              | ↑ (1)            |
| 1968 |                  | ↑ (2)               | 6e (2)           |
| 1969 |                  | 10e                 |                  |
| 1970 |                  | 26e                 |                  |
| 1971 |                  |                     |                  |
| 1972 |                  |                     |                  |

| Jaar | Milaan-San Remo | Gent-Wevelgem | Ronde van Vlaanderen | Parijs-Roubaix | Amstel Gold Race | Luik-Bast.‑Luik | Ronde van Lombardije | Waalse Pijl | Omloop Het Volk | E3 Harelbeke |  | WK op de weg |  | Wereldranglijsten |
| ---- | --------------- | ------------- | -------------------- | -------------- | ---------------- | --------------- | -------------------- | ----------- | --------------- | ------------ |  | ------------ |  | ----------------- |
| 1963 |                 | 20e           | 13e                  | ↑              |                  | 9e              |                      | Zilver      | 31e             |              |  | 7e           |  | 11e (SPP)         |
| 1964 |                 | 6e            | 11e                  | 8e             |                  |                 | 7e                   | Zilver      |                 |              |  | ↑            |  | (SPP)             |
| 1965 | 6e              |               |                      | 59e            |                  | 11e             |                      |             | 5e              |              |  | 43e          |  | 12e (SPP)         |
| 1966 |                 | 7e            | 44e                  | ↑              | opgave           |                 | 9e                   | 4e          |                 |              |  |              |  | 4e (SPP)          |
| 1967 | 32e             | Zilver        | 9e                   | ↑              | 13e              |                 | 10e                  |             | 75e             | 10e          |  | ↑            |  | (SPP)             |
| 1968 | 17e             | 18e           | ↑                    | 8e             |                  |                 | 4e                   | Brons       | 11e             | 9e           |  |              |  | (SPP)             |
| 1969 | 7e              |               | 17e                  |                |                  |                 | 9e                   |             |                 |              |  |              |  | 12e (SPP)         |
| 1970 |                 | 7e            | 8e                   | 7e             | opgave           |                 |                      |             |                 |              |  | 16e          |  |                   |
| 1971 | 20e             | 9e            | 6e                   | 4e             | 22e              |                 |                      | 23e         | 21e             |              |  | 36e          |  |                   |
| 1972 |                 |               | 13e                  |                | 12e              |                 |                      |             |                 |              |  |              |  |                   |